# ルイジ・マルキジオ

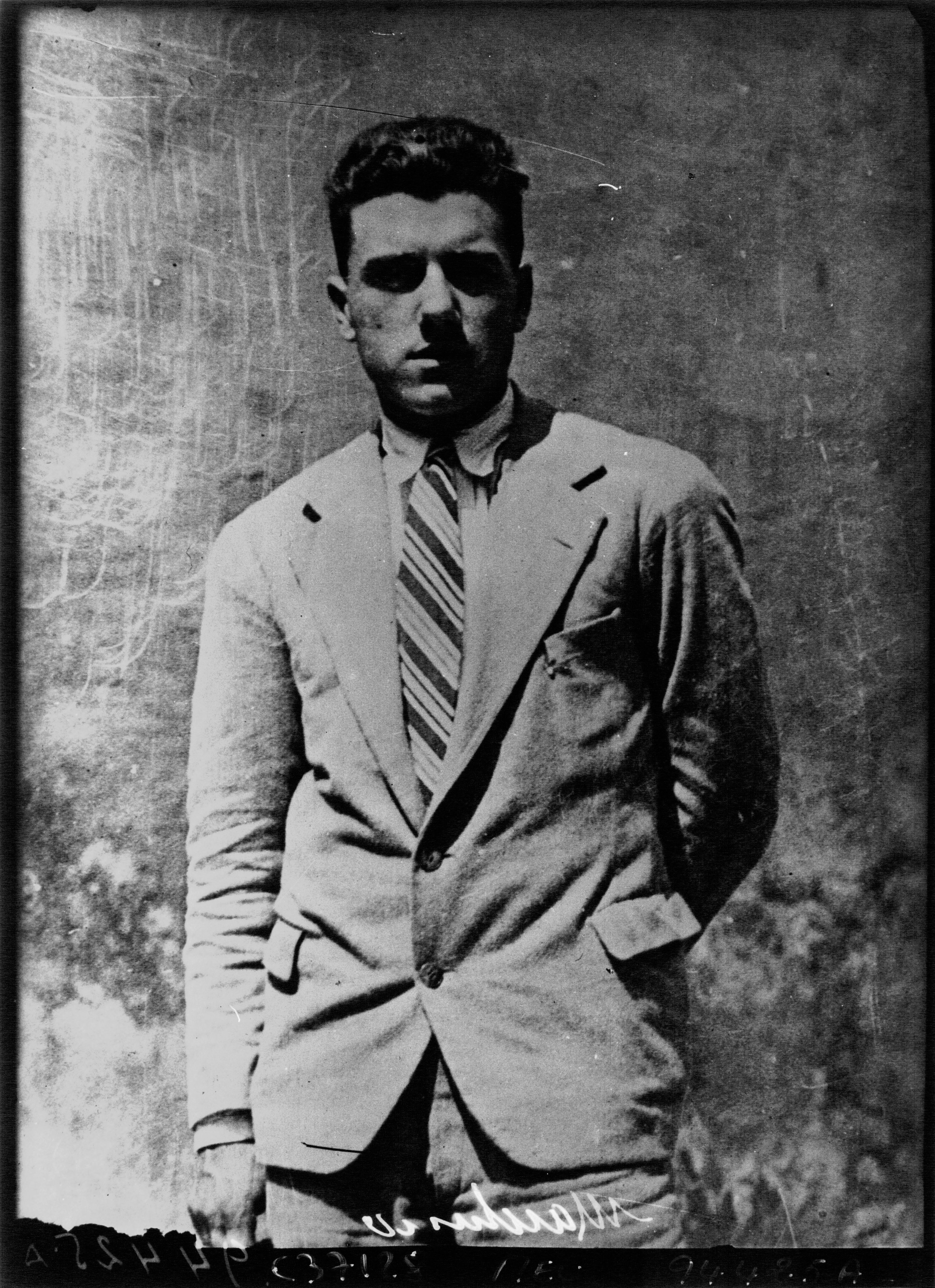
ルイジ・マルキジオ

ルイジ・マルキジオ（Luigi Marchisio、1909年4月26日 - 1992年7月3日）は、イタリア、カステルヌオーヴォ・ドン・ボスコ出身の元自転車競技（ロードレース）選手。
ジロ・デ・イタリア3連覇中のアルフレッド・ビンダが、主催者の意向により参加を拒まれた1930年のジロ・デ・イタリアにおいて、当時同レース最年少の21歳で総合優勝（区間2勝）を果たした。その後同レースの最年少総合優勝記録は、1940年のジロ・デ・イタリアで総合優勝を果たしたファウスト・コッピが塗り替えた。
1931年のジロ・デ・イタリアでは総合3位に入った。